# Mustapha Bouchina
Mustapha Bouchina (en arabe : مصطفى بوشينة) est un footballeur algérien né le 10 août 1991 à El Hammamet dans la wilaya d'Alger. Il évolue au poste de défenseur central à l'USM Alger.

## Biographie
Il joue son premier match en première division algérienne le 26 août 2017, lors d'un déplacement sur la pelouse de l'USM Alger (défaite 2-1). Il inscrit son premier but dans ce championnat le 15 septembre 2017, sur la pelouse de la JS Kabylie (score : 1-1).
Il participe avec le club du Paradou à la Coupe de la confédération lors de la saison 2019-2020, où il officie comme capitaine.

## Palmarès
Paradou AC
- Championnat d'Algérie D2 (1) :
  - Champion : 2016-17.

- Championnat d'Algérie D3 (1) :
  - Champion Gr. centre : 2014-15.